# أثر جائحة فيروس كورونا على الصحة النفسية

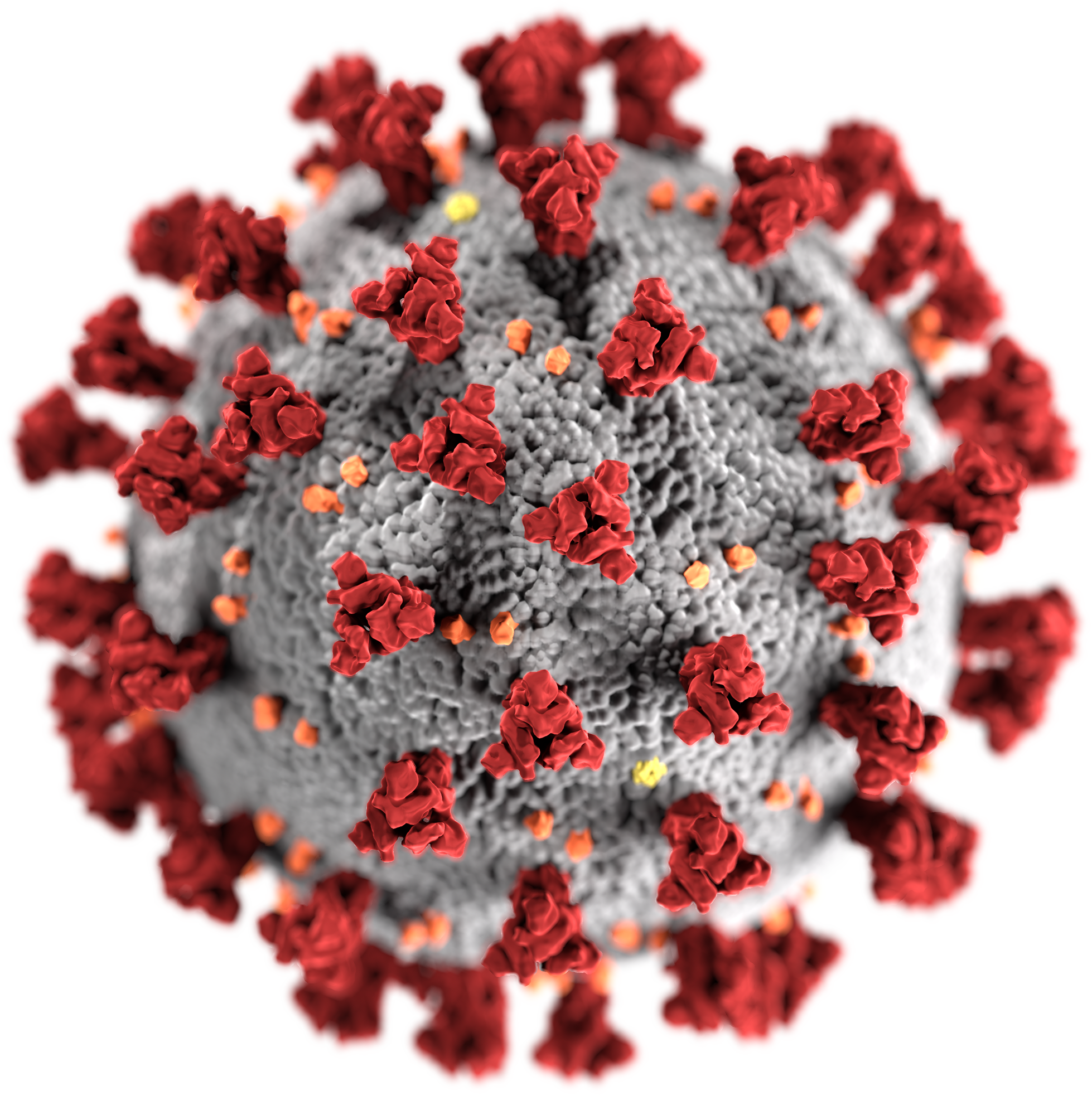

الصحة النفسية خلال جائحة فيروس كورونا 2019–20 تسببت جائحة فيروس كورونا (كوفيد-19) بتأثيرات على الصحة العقلية والنفسية للناس بشكل عام حول العالم. توصي التوجيهات التي وضعتها اللجنة الدائمة المشتركة بين الوكالات (بالإنجليزية: Inter-Agency Standing Committee)‏ ويشار إليها اختصارا (بالإنجليزية: IASC)‏ بخصوص الصحة العقلية والنفسية والدعم النفسي الاجتماعي بأن المبادئ الأساسية لدعم الصحة النفسية وتعزيزها أثناء حالات الطوارئ هي: «عدم إلحاق الأذى، تعزيز حقوق الإنسان والمساواة، استخدام النُهج التشاركية، البناء اعتمادًا على الموارد والقدرات الحالية، اعتماد عمليات تدخل متعددة المراحل وأخيرا العمل مع أنظمة الدعم المتكاملة».
يؤثر كوفيد-19 على الترابط والاتصال الاجتماعي بين الأشخاص، وثقتهم في الأشخاص والمؤسسات، وأعمالهم ودخلهم، بالإضافة إلى فرض كمية عبء هائلة من حيث الهم والقلق.

## أسباب مشاكل الصحة النفسية خلال جائحة فيروس كورونا 20-2019
من الممكن أن تؤدي جائحة فيروس كورونا (كوفيد-19) إلى التسبب في إثارة القلق بشكل عام والإجهاد والضغط النفسي والقلق بين الأفراد. تشمل الأسباب الشائعة المؤدية إلى حدوث الضغوطات النفسية أثناء فترات اجتياح الأوبئة:
- الخوف من المرض والموت.
- تجنب طلب الرعاية الصحية خوفا من الإصابة أثناء الاستشفاء.
- الخوف من فقدان العمل وسبل العيش والرزق.
- الخوف من العزل الاجتماعي.
- الخوف من التواجد في أماكن الحجر الصحي.
- شعور الفرد بالعجز عن حماية نفسه وحماية أحبائه والمقربين منه.
- الخوف من الانفصال عن الأحباء ومقدمي الرعاية الصحية.
- رفض رعاية الأفراد المستضعفين (الأشخاص ذوي المناعة الضعيفة) خوفا من اكتساب العدوى.
- الشعور بالعجز بشكل عام، والملل، والوحدة والاكتئاب بسبب العزلة.
- الخوف من عيش تجربة اجتياح الأوبئة مرة أخرى بعد تجربتها سابقا.[1]

إضافة إلى هذه المشاكل؛ من الممكن أن يتسبب فيروس كورونا (كوفيد-19) بردود أفعال وظواهر نفسية أخرى، وعلى سبيل المثال:
- الخوف من خطر الإصابة بالعدوى وخصوصا عندما تكون كيفية انتقال الفيروس غير واضحة ومفهومة بصورة كلية.
- الخلط بين الأعراض الشائعة للمشكلات الصحية ذات الأنواع المختلفة الأخرى على أنها أعراض فيروس كورونا (كوفيد-19).
- ازدياد القلق ازاء تواجد الأطفال في المنزل بمفردهم (أثناء إغلاق المدارس وما شابه ذلك) بينما يتعين على الوالدين التواجد في العمل.
- الخوف من خطر تدهور الصحة البدنية والعقلية والنفسية للأفراد المستضعفين بحالة إذا لم يكن هناك أي تواجد دعم لرعايتهم.

قد يعاني العاملون في الخطوط الأمامية، مثل الأطباء والممرضين، من مشاكل إضافية في صحتهم العقلية، ومنها الوصمة الناجمة عن التعامل مع المرضى المصابين بعدوى فيروس كورونا (كوفيد-19)، وكذلك الضغوطات الناجمة عن استخدام تدابير وقائية حيوية صارمة (مثل الإجهاد البدني نتيجة استعمال معدات الوقاية، والحاجة إلى الوعي واليقظة المستمرين، والإجراءات الصارمة الواجب اتباعها، ومنع الاستقلالية، والعزلة الجسدية عن الاخرين ما يجعل توفير للمرضى أمرا صعبا)، مع ارتفاع نسبة الحاجات الملحة في بيئة العمل، وانخفاض المقدرة على توظيف سبل الدعم الاجتماعي الناجم عن شروط التباعد الجسدي وكذلك الوصمة التي ألحقت بهم، وعجزهم عن توفير الرعاية لأنفسهم، وعدم توفر المعرفة الكافية بشأن التعرض لفترات طويلة وبصورة متزايد للأفراد المصابين بعدوى فيروس كورونا (كوفيد-19)، وخوفهم من إمكانية نقل العدوى لأحبائهم، ومن شأن كل ما سبق ذكره أن يضع العاملين في الخطوط الأمامية تحت تأثير ضغوطٍ إضافية.

## الوقاية من حالات الصحة النفسية وإدارتها
أصدرت منظمة الصحة العالمية ومراكز مكافحة الأمراض واتقائها توجيهات التي تهدف للوقاية من مشاكل وأزمات الصحة العقلية والنفسية التي يمكن ان تطرأ خلال فترة الجائحة. التوجيهات الملخصة هي كما يلي:

### لعامة الشعب[7]
- كن متعاطفًا مع جميع الأشخاص المتضررين والمصابين، بغض النظر عن جنسيتهم أو عرقهم.
- استخدم لغة الأشخاص الأولى أثناء الوصف والتكلم عن الأفراد المتأثرين بـمرض فيروس كورونا 2019 (أي عدم تهميشهم خلال الكلام والحط من قدرهم).
- قلل من مشاهدة الأخبار إذا كان ذلك يثير القلق. ابحث عن المعلومات من مصادر موثوقة فقط، ويفضل ان يكون ذلك مرة أو مرتين في اليوم.
- احمِ نفسك ووفر الدعم للآخرين، مثل جيرانك.
- ابحث عن فرص لتضخيم ولنشر القصص الإيجابية التي تتعلق بالسكان المحليين الذين عانوا من مرض فيروس كورونا 2019.
- تكريم وتقدير العاملين في مجال الرعاية الصحية الذين يقومون برعاية ودعم المصابين بمرض فيروس كورونا.

### للعاملين في مجال رعاية الصحة[8]
- الشعور بالضغط أمر طبيعي في أوقات الأزمات. إدارة المرء لصحته النفسية والعقلية لا يقل أهمية عن إدارة الصحة البدنية.
- اتبع استراتيجيات معينة من اجل التأقلم، وتأكد من أخذ قسط من الراحة الكافية لتناول طعام جيد الجودة، والمشاركة في انشطة بدنية، وتجنب استخدام التبغ أو الكحول أو المخدرات. استخدم إستراتيجيات التأقلم التي نجحت معك من قبل في المواقف العصيبة التي يملؤها الضغط النفسي.
- إذا كان المرء يعاني من تجنب من قبل الأسرة أو المجتمع، ابق على اتصال مع أحبائك، ويشمل ذلك استخدام الوسائل التكنولوجية.
- استخدم طرقًا مفهومة لمشاركة الرسائل مع الأشخاص الذين يعتبرون ذوي الإعاقة.
- تعرف على كيفية إقامة رابط بين الأشخاص المتأثرين بمرض فيروس كورونا 2019 مع الموارد المتاحة.

### لقادة الفرق في المرافق الصحية
- حافظ على حماية جميع الموظفين من سوء الصحة العقلية/النفسية ومن احتمال تدهورها. ركز على القدرة المهنية التي تكون بعيدة الأمد بدلًا من النتائج التي تعتبر قصيرة الأمد.
- ضمان تواجد تواصل جيد وتحديثات دقيقة.
- تأكد من أن جميع الموظفين يدركون أين يمكنهم الوصول إلى المصادر التي تمكنهم من تقبل دعم بخصوص الصحة النفسية، وكيف من الممكن ان يتقبلوا الدعم هذا.
- توجيه جميع الموظفين حول كيفية تقديم إسعافات أولية تتعلق بالصحة النفسية للمتضرري والمحتاجين.
- يجب إدارة حالات الصحة النفسية الطارئة في مرافق الرعاية الصحية.
- ضمان توفر الأدوية النفسية الأساسية في جميع مستويات الرعاية الصحية.

### لمقدمي الرعاية للأطفال
- ساعد الأطفال على إيجاد طرق إيجابية للتعبير عن عواطفهم.
- تجنب فصل الأطفال عن والديهم/مقدمي الرعاية قدر الإمكان. تأكد من الحفاظ على الاتصال والتواصل المنتظم مع الوالدين ومقدمي الرعاية، في حالة تم وضع الطفل في عزلة.
- الحفاظ على روتين الأسرة قدر الإمكان وتوفير أنشطة جذابة مناسبة لسن الأطفال.
- قد يظهر الأطفال المزيد من التعلق بالأهل، وفي هذه الحالة، يجب مناقشة مرض فيروس كورونا 2019 معهم بطريقة مناسبة لعمرهم وجيلهم.

### لكبار السن والأشخاص الذين يعانون من حالات صحية أخرى ومقدمي الرعاية لهم
- قد يصبح كبار السن؛ خاصةً اولئك المتواجدين في عزلة أو يعانون من حالات عصبية وعقلية موجودة مسبقًا، أكثر قلقًا أو غضبًا أو انسحابًا وانطوائا. يجب تقديم الدعم العملي والعاطفي من خلال مقدمي وموفري الرعاية والمتخصصين في تقديم الرعاية الصحية.
- شارك حقائق بسيطة حول الأزمة وقدم معلومات واضحة حول كيفية تقليل خطر الإصابة بالعدوى.
- تأكد من امكانية الوصول إلى جميع الأدوية المستخدمة حاليًا.
- تعرف بوقت سابق على الامكنة التي توفر المساعدة العملية وتعرف على كيفية الحصول على هذه المساعدة.
- تعلم وقم بأداء تمارين يومية بسيطة للممارسة في المنزل.
- حافظ على جداول منتظمة قدر الإمكان وابقى على اتصال مع أحبائك.

### للناس المتواجدون في العزلة
- ابق على اتصال وحافظ على اقامة شبكات اجتماعية.
- انتبه واعتني للاحتياجات والمشاعر الخاصة. انخرط في أنشطة تجدها مريحة ومهدئة لاعصابك.
- تجنب الاستماع إلى الشائعات التي تجعلك غير مرتاح.

## الأفراد الذين يعانون من إضطرابات القلق

### الاضطراب الوسواسي القهري
كان هناك قلق متزايد على الأفراد الذين يعانون من الإضطراب الوسواسي القهري ، وخاصة فيما يتعلق بالعواقب ذات المدى الطويل. المخاوف من الإصابة بالفيروس، ونصائح الصحة العامة بخصوص غسل اليدين والتعقيم، تتسبب في حدوث دوافع قهرية ذات صلة في بعض المصابين باضطراب الوسواسي القهري. بعض المرضى بالإضطراب الوسواسي القهري، الذين يعانون من هواجس النظافة، يلاحظون ويشعرون بأن اسوأ مخاوفهم الكبيرة قد تحققت على أرض الواقع. في خوض طرح المبادئ التوجيهية بخصوص الإبعاد الاجتماعي والحجر الصحي، وبالإضافة إلى تفاقم الشعور بالانفصال والعزلة، يشهد بعض المصابين زيادة في حدوث الأفكار المتدخلة ، التي لا يوجد لها علاقة بهوس التلوث.

### اضطراب الكرب التالي للصدمة النفسية
كان هناك قلق خاص لمن يعانون من اضطراب الكرب التالي للصدمة النفسية ، بالإضافة إلى وجود احتمالات بأن يتطور لدى العاملين الطبيين ومرضى فيروس كورونا 2019 (كوفيد - 19) أعراض تشبه أعراض اضطراب الكرب التالي للصدمة النفسية. في أواخر مارس 2020، وجد باحثون في الصين أنه، استنادًا إلى استبيان قائمة تدقيق فيما يتعلق باضطراب الكرب التالي للصدمة النفسية الذي تم تقديمه لـ 714 مريضًا الذين قد عانوا من مرض فيروس الكورونا 2019 (كوفيد - 19) ، كان %96.2 من هؤلاء الأشخاص يعانون من أعراض اضطراب الكرب التالي للصدمة النفسية بصورة جدية وسائدة (أي ان تأثير هذه الأعراض يتدخل بشكل كبير في مسار حياتهم بحيث انه ساد عليها).

## التأثير على الأطفال
أفاد الأكاديميون أن العديد من الأطفال الذين انفصلوا عن أولياء أمرهم خلال الجائحة، قد يجدوا أنفسهم في ضغوطات نفسية جراء ذلك، وأولئك الذين تم عزلهم أو إدخالهم للحجر الصحي المنعزل خلال جائحات أخرى في الماضي؛ هم أكثر عرضة للإصابة بإضطرابات التوتر الحادة واضطرابات التكيف والتأقلم والحزن، وقد وصلت نسبة الأطفال الذين يستوفون المعايير السريرية لإضطراب الكرب التالي للصدمة النفسية حوالي 30%.
تسبب إغلاق المدارس أيضًا في إثارة القلق عند الطلاب ذوي الاحتياجات الخاصة، حيث تم توقيف الروتين اليومي أو تغييره بالكامل، وتم أيضا توقيف وتعليق جميع جلسات المجموعات العلاجية أو مجموعات المهارات الاجتماعية. الطلاب الآخرون، الذين إستغلوا روتين تعلمهم في المدرسة وإدارجه ضمن آليات التكيف المتعلقة بصحتهم النفسية والعقلية، عانوا من زيادة في الاكتئاب وصعوبة في التكيف مع الروتين الطبيعي مجددا، وذلك كنتيجة لإغلاق المدارس وتوقيف روتين التعلم اليومي. وقد تم إبداء قلق إضافي تجاه وضع الأطفال في أوقات العزلة الإجتماعية بسبب الجائحة، حيث زادت معدلات الإساءة للأطفال وتعرضهم للإهمال وللإستغلال من بعد وباء إيبولا.
قلصت الإغلاقات نتيجة الجائحة من وفرة خدمات الصحة النفسية التي تتواجد لبعض الأطفال إمكانيات الولوج لها، وهنالك بعض من الأطفال الذين يتم التعرف عليهم على أنهم يعانون من حالة (نفسية أو عقلية) فقط نتيجة تدريب الهيئة التدريسية وأصحاب السلطات والنفوذ في المدارس، الذين يقومون بالتواصل مع الجهات المعنية للتبليغ عن معاناة بعض الأطفال من حالات نفسية أو عقلية.

## التأثير على العاملين الأساسيين والرئيسيين وعلى أفراد الطاقم الطبي
رفض العديد من أفراد الطاقم الطبي في الصين أي نوع من الخدمات النفسية العلاجية لأنفسهم، على الرغم من عرضهم للكثير من الإشارات التي تبين ضائكتهم النفسية، مثل، التهيج، الإنفعالية، رفضهم لأخذ قسط من الراحة، وغيرها من الإشارات والأعراض، حيث عبر معظمهم عن عدم حاجتهم لمعالج نفسي، وأضافوا أنهم يحتاجون، بدلا من ذلك، لراحة دون أي مضايقات أو إزعاجات وإلى إمدادات الوقاية الشخصية. وإقترح عمال الكادر والطاقم الطبي أنه يجب توظيف خبرة العلماء النفسيين وتوجيهها نحو إحتياجات المرضاء الذين قد يختبرون أعراض الكرب والقلق وغيرها من المعاضل النفسية أو الإهتياجات العاطفية؛ بدلا من جعل هذه المهمة من نصيب أفراد الطاقم والكادر الطبي، الذين لا يعتبرون من متخصصي أو من عمال الصحة النفسية.

## التأثير على حالات الانتحار
عقب جائحة فيروس كورونا 2019 (كوفيد - 2019) ، نشأت تخوفات وقلق من احتمال ارتفاع الوتيرة في حالات الانتحار التي قد يتفاقم حدوثها نتيجة العزلة الاجتماعية بسبب إرشادات الحجر الصحي والإبعاد الاجتماعي، والشعور بالخوف بشكل عام، والخوف من البطالة والعوامل المالية.

### ألمانيا
اقدم وزير المالية لولاية هيس بألمانيا على الانتحار، وتفيد التقارير انه ربما قد وضع حدا لحياته بسبب الضغط النفسي الناتج عن الاضطرار للتعامل مع الآثار الاقتصادية لجائحة فيروس كورونا 2019–20.

### الهند
هناك تقارير تفي عن إقدام أشخاص على الإنتحار بعد عدم تمكنهم من الوصول والحصول على الكحول أثناء الإغلاق التام في الهند بسبب فيروس كورونا 2020.

### أيرلندا
شهد الخط الساخن وحده، الذي تم إنشاؤه حديثًا للمسنين، حوااي 16000 مكالمة منذ بداية إطلاقه للعمل في مارس 2020.

### يابان
في تاريخ 1 فبراير 2020، قام رجل الذي ينتمي إلى أمانة مجلس الوزراء، والذي قد شارك في استقبال العائدين من ووهان، بالإقدام على الإنتحار وتوفي نتيجة ذلك. حيث قام العائدون بالتنكيل به، وتعذيبه بسبب استيائهم وعدم رضاهم. في تاريخ 30 أبريل، قام طاه تونكاتسو بإضرام النار بنفسه في مطعمه. كان قد تم تعيين هذا الطاه كعداء تتباع الشعلة ‏ لدورة الألعاب الأولمبية الصيفية 2020 ، ولكن تم تأجيلها، واضطر المطعم أيضًا إلى الإغلاق. كل ذلك قاده نحو لأن يكون مكتئب، وقد قام بالتذمر والنطق بكلام متعلق بنظرة ورؤية متشائمة تجاه الآفاق المستقبلية.
يتم تقديم العديد من خطوط المساعدة الإرشادية والإستشارية عن طريق الهاتف أو الرسائل النصية من قبل العديد من المنظمات، بما في ذلك وزارة الصحة والأشغال والرفاهة.

### بولندا
في تاريخ 18 مارس 2020، انتحر طبيب النساء البولندي فويتشيك روكيتا بسبب رد الفعل العكسية السلبية، والكراهية التي تلقاها بعد أن كان أول شخص يتم تشخيصه بـمرض فيروس كورونا 2019 (كوفيد-19) في مدينة كيلسي البولندية.

### الولايات المتحدة
في الولايات المتحدة، شهد الخط الوطني للمساعدة بالضائقات زيادة في المكالمات التي تلقاها في شهر مارس بنسبة %338، مقارنة مع شهر فبراير 2020. في تاريخ 24 أبريل، تلقى الخط الساخن في ولاية ماساتشوستس الأمريكية الذي يدعى ماس211 (بالإنجليزية: Mass211) ، وهو خط ساخن لمنع محاولات الإقدام على الانتحار، أكثر من 50,000 مكالمة تتعلق بـ كوفيد-19.

## العواقب ذات المدى البعيد لجائحة فيروس كورونا 2019–20 على الصحة النفسية
وفقًا للتوجيهات التي وضعتها اللجنة الدائمة المشتركة بين الوكالات (اسم اللجنة بالإنجليزية Inter-Agency Standing Committee؛ اختصارها IASC) بخصوص الصحة النفسية والعقلية والدعم النفسي-الاجتماعي؛ يمكن أن يتواجد عواقب بعيدة الأمد نتيجة جائحة فيروس الكورونا. تدهور الشبكات الاجتماعية والاقتصاديات، والوصمة تجاه الناجين من مرض فيروس كورونا 2019، واحتمال ارتفاع الغضب والعدوانية على العاملين الصحيين في الخطوط الأمامية وعلى العاملين في الحكومة، والغضب المحتمل والعدوانية ضد الأطفال واحتمال إبراز عدم ثقة في المعلومات التي تقدمها السلطات الرسمية، هذه الأمثلة؛ هي بعض العواقب المتوقعة على المدى البعيد من قبل اللجنة الدائمة المشتركة بين الوكالات (IASC). يمكن أن تكون بعض هذه العواقب ناتجة عن مخاطر واقعية، ولكن العديد من ردود الفعل يمكن أن تنتج بسبب وجود نقص بالمعرفة والمعلومات ونشر الشائعات والمعلومات الخاطئة. من الممكن أيضًا أن يمر بعض الأشخاص بتجارب إيجابية خلال الجائحة، مثل الافتخار في امكانية عثوره وقدرته على خلق طرق للتكيف في ظل هذه الأزمة. من المحتمل أن يظهر أفراد المجتمع الإيثار والتعاون عندما يواجهون أزمة، وقد يشعر الناس بالرضا والشعور الحسن نتيجة مساعدة الآخرين.

## انظر ايضًا
- الصحة النفسية في فلسطين